# Aristolochia pfeiferi
Aristolochia pfeiferi är en piprankeväxtart som beskrevs av K. Barringer. Aristolochia pfeiferi ingår i släktet piprankor, och familjen piprankeväxter. Inga underarter finns listade i Catalogue of Life.